# The Warning
The Warning is een zusterrockband uit Monterrey, Mexico.
De zussen werden door hun ouders op jonge leeftijd naar muziekles gedaan, en kregen naast piano ook de kans een ander instrument te kiezen. Dit leidde ertoe dat ze gezamenlijk een band konden vormen.
In 2014 plaatsten ze een cover van Enter Sandman op YouTube, die viral ging op het internet. Kirk Hammett van Metallica roemde de toen dertienjarige slagwerkster met kicks maximum ass. De band mocht op bezoek komen bij de dagelijkse tv-show van Ellen DeGeneres, die ze ieder een cheque van $10.000 gaf, zodat ze de Berklee Summer School konden volgen. Ook haalden ze met een crowdfunding $30.000 op, waarmee ze hun eerste EP Escape the Mind uitbrachten.
In 2021 nam The Warning samen met Alessia Cara een versie van Enter Sandman op, dat op het album The Metallica Blacklist verscheen.

## Discografie
- Escape the Mind, 2015
- XXI Century Blood, 2017
- Queen of the Murder Scene, 2018
- Mayday, 2021
- Error, 2022
- Keep Me Fed, 2024